# Annbank
Annbank är en ort i Storbritannien.   Den ligger i kommunen South Ayrshire och riksdelen Skottland, i den centrala delen av landet, 500 km nordväst om huvudstaden London. Annbank ligger 66 meter över havet och antalet invånare är 822.
Terrängen runt Annbank är platt. Runt Annbank är det ganska tätbefolkat, med 72 invånare per kvadratkilometer. Närmaste större samhälle är Ayr, 7,2 km väster om Annbank. Trakten runt Annbank består i huvudsak av gräsmarker.